# Semovente da 75/46
Semovente M42T da 75/46 – odmiana działa samobieżnego Semovente 105/25 budowana w zakładach Ansaldo na potrzeby armii niemieckiej (T to skrót od "tedesco" – niemieckie) już po kapitulacji Włoch. Powstała tylko jedna, bardzo krótka seria, około 15 egzemplarzy, pojazdy te były używane wyłącznie przez armię niemiecką.